# الألعاب الخليجية 2022
دورة الألعاب الخليجية 2022- هي النسخة الثالثة من الحدث متعدد الرياضات لدول مجلس التعاون الخليجي. أُقيمت الدورة في الكويت خلال الفترة من 16 إلى 31 مايو 2022م. وشارك فيها أكثر من 1500 رياضي، و500 إداري في 16 رياضة مختلفة. شاركت رياضات لأول مرة في هذه النسخة من دورة الألعاب الخليجية. وتمثلت هذه الرياضات (وعددها ست رياضات) في الآتي: ألعاب القوى، وكرة السلة (3 × 3)، وركوب الدراجات، وكرة الصالات، والرياضات الإلكترونية، والبادل. 
كان من المقرر منذ البداية، أن تقام الألعاب في الفترة من 3 إلى 14 أبريل 2020، ولكن بسبب جائحة كوفيد-19، تم تأجيل هذا الحدث الرياضي، ليقام في 3 مارس 2020م.  ثم تم تأجيله عدة مرات، بسبب انتشار رقعة جائحة كوفيد-19، حتي تم إقامته في مايو 2022م.

## الرياضة
شهدت دورة الألعاب الخليجية لهذا العام، المنافسة في 16 رياضة مختلفة، والتي تمثلت في:
- ألعاب القوى (43)
- كرة السلة (كرة السلة "1"، كرة السلة 3×3 "2")
- ركوب الدراجات (6)
- الرياضات الإلكترونية (3)
- المبارزة (6)
- كرة الصالات (2)
- كرة اليد (1)
- هوكي الجليد (1)
- الجودو (8)
- الكاراتية (8)
- البادل (4)
- الرماية (10)
- السباحة (20)
- التنس (كرة المضرب) (3)
- تنس الطاولة (6)
- الكرة الطائرة (2)

## ترتيب الميداليات
*   البلد المضيف (الكويت)
| المرتبة | فريق    | ذهبية | فضية | برونزية | المجموع |
| ------- | ------- | ----- | ---- | ------- | ------- |
| 1       | KUW*    | 35    | 28   | 31      | 94      |
| 2       | BHR     | 20    | 22   | 21      | 63      |
| 3       | UAE     | 18    | 16   | 16      | 50      |
| 4       | KSA     | 16    | 22   | 28      | 66      |
| 5       | QAT     | 15    | 20   | 15      | 50      |
| 6       | OMA     | 12    | 5    | 16      | 33      |
| المجموع | المجموع | 116   | 113  | 127     | 356     |

## روابط خارجية
- الموقع الرسمي للجنة المنظمة نسخة محفوظة 2022-05-28 على موقع واي باك مشين.